# Compagnie du Nord-Ouest
Ne pas confondre avec la Compagnie du Nord qui avait été fondée en 1682 à Montréal pour faire la traite des fourrures de castor. Cette compagnie ne se maintient que jusqu'en 1685.
La Compagnie du Nord-Ouest (CNO) ou North-West Company est une société fondée en 1783 à Montréal et active principalement dans le domaine de la traite des fourrures dans les actuels territoires du Canada et des États-Unis jusqu’en 1821.
Ses principaux fondateurs et dirigeants (Simon McTavish, Alexander Henry, Joseph Frobisher ou Alexander McKenzie), originaires d’Écosse, se sont imposés comme les acteurs dominants dans le commerce de la fourrure à Montréal sous le régime britannique.
Repoussée par la Guerre d’Indépendance américaine au nord des Grands Lacs, la Compagnie a su utiliser habilement des associés, et surtout employer Canadiens français, Métis et Autochtones pour s’imposer contre ses rivales dans le Nord-Ouest jusqu’au Pacifique.
Très influente sur la scène politique impériale comme dans les deux Canada, la Compagnie du Nord-Ouest s’est longuement heurtée à la Compagnie de la Baie d’Hudson (CBH) qui a finalement absorbé sa rivale en 1821 et a gardé la maitrise formelle du Nord-Ouest jusqu’à son acquisition par le dominion du Canada en 1870.
L'action de la Compagnie du Nord-Ouest a profondément marqué les peuples établis alors au Canada et provoqué de vastes bouleversements dans l'ouest, comme dans la société basse canadienne qui lui servait d'arrière-pays. Indissociable du rapport aux populations autochtones, pourvoyeuses de ressources (fourrure et pemmican), l’action de la Compagnie a, incidemment, joué un rôle important dans la naissance du peuple métis des plaines.
Recréée à l'époque contemporaine, la Compagnie possède de nos jours des magasins un peu partout dans le monde, mais surtout dans les régions nordiques du Canada et en Alaska.

## La traite avant la fondation de la Compagnie du Nord-Ouest

### Le régime français
L’histoire de la Compagnie du Nord-ouest s’inscrit dans le fil des entreprises européennes de traite des fourrures en Amérique du Nord s’étendant du XVIe siècle au XVIIIe siècle. Dans cette économie, qui se développe initialement près des côtes, mais qui s’étend progressivement dans l’intérieur du continent, les traiteurs français puis franco-canadiens jouent un rôle central.  De là émerge, à compter de la seconde partie du XVIIe siècle, le sociotype du coureur des bois ou voyageur, commerçant rejoignant les peuples autochtones pour les intégrer dans le circuit de production et de transfert des fourrures vers l’Europe au profit de compagnies marchandes coloniales dont l’existence est sanctionnée par le pouvoir métropolitain et d’acteurs locaux plus ou moins autonomes selon les périodes.

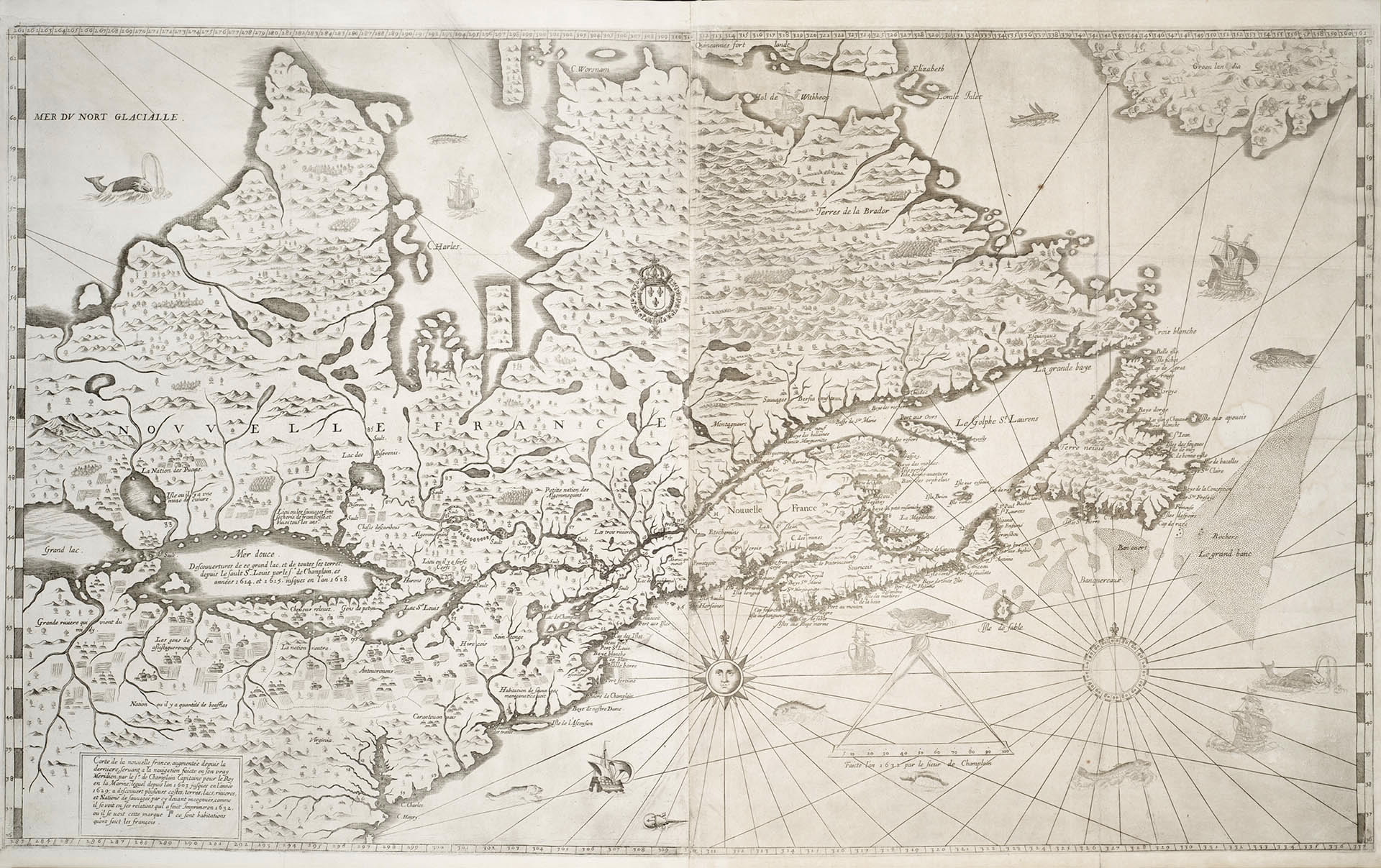
Carte de la Nouvelle-France, colonie française bâtie sur la traite des fourrures.

Le retrait des Français au profit des Britanniques de la Compagnie de la Baie d’Hudson à la suite de la paix d’Utrecht de 1713, favorise au XVIIIe siècle leur recherche de nouvelles sources d’approvisionnement, plus à l’ouest. Dès 1717, sous le gouverneur Vaudreuil, le conseil royal autorise la fondation de postes à l’ouest du Lac Supérieur pour prévenir une éventuelle pénétration britannique, sonder les possibilités d’atteindre la mer occidentale et étendre le commerce, celui-ci devant permettre de faire subsister les postes. Le gouverneur de Beauharnois, prenant ses fonctions en 1726, crée une Compagnie des Sioux, ayant pour objet la traite dans l’ouest. La Guerre des Renards vint cependant empêcher son développement, et le commerce est accordé à des officiers de marine à titre de bénéfice annexe à leur fonction dans l’ouest.
Pierre Gaulthier de Varennes de la Vérendrye, capitaine de compagnie franche de marine natif de Trois-Rivières, prend en charge le commerce dans l’ouest, de 1731 à 1744, ainsi que l’exploration et les prises de contact diplomatique, inextricablement mêlées,,. La volonté française de séparer les Autochtones du commerce britannique de la baie d’Hudson les obligeait à rentrer dans le jeu des rivalités locales opposant les Cris et les Sioux-Lakota. La présence française se trouve alors matérialisée par les forts Saint-Charles sur la Kaministiquia, Saint-Pierre et fort Dauphin, sur le lac Manitoba.
L’éclatement de la Guerre de Conquête provoque une rétractation de la présence française. Les forts sur la rivière Saskatchewan sont évacués. Au moment du transfert de contrôle de la France à la Grande-Bretagne à l’hiver 1760-1761, tous les postes sont abandonnés.

### Le commerce dans le nord-ouest sous le régime britannique avant la fondation de la Compagnie du Nord-Ouest.

Drapeau de la Compagnie de la Baie d'Hudson, rivale des marchands de fourrure de Montréal avant comme après la Conquête de 1760.

Le traité de Paris de 1763 voit le triomphe des réclamations de la Compagnie de la Baie d’Hudson sur l’Ouest. La traite, depuis Montréal, reste libre cependant dans les Pays d’en Haut, en deçà des domaines de la Compagnie de la Baie d'Hudson. L’époque est aux associations entre marchands britanniques et coureurs des bois canadiens ou français, privés de leurs anciens partenaires par le changement d’administration. En 1765, le commerçant britannique Alexander Henry, ex-soldat de l’armée du général Amherst, s’associe au voyageur Jean-Baptiste Cadot. Forrest Oakes s’associe au Français Charles Boyer. Ces premières entreprises réactivent le commerce entre Montréal et le Pays d’en Haut. Elles sont animées par de nouveaux entrants, souvent britanniques, et surtout écossais : Isaac Todd, Joseph Benjamin, Alexander McKenzie, Thomas Frobisher, James et Andrew McGill et Thomas Corry notamment,. Dès 1766, les marchands britanniques de Montréal contestent les limites qui sont imposées à leur traite par le privilège de la Compagnie de la Baie. La rivalité franco-britannique tend à laisser place à une rivalité commerciale, interne à l’Empire, entre la Compagnie de la Baie d’Hudson et les entrepreneurs montréalais, qui, tel que Frobisher, s’implantent de manière stable dans l’ouest,.

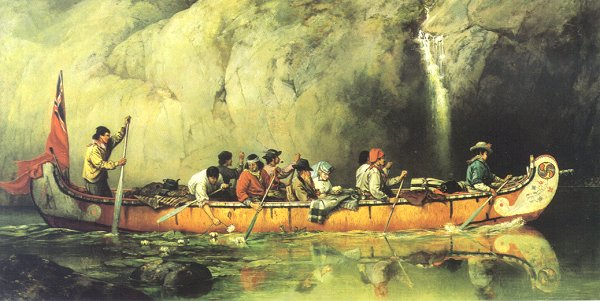
Voyageurs de la Compagnie de la Baie d'Hudson.

La Guerre d’Indépendance américaine, en rattachant les régions sises au sud des Grands Lacs aux États-Unis tend à fermer cet espace qui avait été réservé par l’Acte de Québec aux traiteurs montréalais, et en particulier à la société Phyn et Ellice (filiale de la société londonienne de ce nom),. En conséquence, leur activité se réoriente vers le nord-ouest, au-delà des secteurs d’implantation des loyalistes, dans les secteurs occidentaux de la Province de Québec, dans le futur Haut-Canada.

## Histoire de la Compagnie

### Fondation (1779-1783)

Drapeau de la Compagnie du Nord-Ouest avant 1801.

Les conditions difficiles de la traite montréalaise dans le contexte de la Guerre d’Indépendance américaine poussent un certain nombre d’entrepreneurs à serrer les rangs pour sécuriser leurs affaires. C’est ainsi que nait, en 1779, comme association temporaire, la Compagnie du Nord-Ouest associant à l’origine neuf sociétés montréalaises qui se répartissent le capital comme suit : Todd &Mc Gill (2/16) ; Benjamin et Joseph Forbisher (2/16) ; McGill & Paterson (2/16) ; McTavish & Co (2/16) ; Mc Beath and Co (2/16) ; Holmes and Grant (2/16), Wadden and Co. (2/16) ; Ros & Co. (1/16) ; Oakes & Co. (1/16). L’association est originellement à durée limitée et renouvelable. Dès 1780, l’association est renouvelée pour trois ans.
La Compagnie lutte dans le Nord-Ouest contre la CBH, à laquelle elle tente de soustraire ses fournisseurs autochtones, et contre les acteurs montréalais demeurés autonomes. Mais, en 1782, la prise des forts de la baie d’Hudson par La Pérousse, pour Louis XVI, en désorganisant le CBH, offrit temporairement le monopole aux marchands montréalais,. Ceux-ci se voient définitivement fermer l’accès au sud des Grands Lacs par le traité de Paris de 1783 qui achève la Guerre d’indépendance américaine.
Les discussions entre les traiteurs montréalais mènent à une réorganisation pérenne de la Compagnie du Nord-ouest, comme entité permanente à partir de 1783. L’actionnariat est divisé comme suit : Joseph et Benjamin Forbisher obtiennent 3/16e ; Simon MacTavish 3/16e ; Georges McBeath 2/16e ; Robert Grant 2/16e ; Nicolas Montour 2/16e et Patrick Small 2/16e,.

### Réorganisations capitalistiques et extensions de la Compagnie jusqu’en 1804: la monopolisation du commerce montréalais

#### Réorganisation de 1787
À partir de sa création définitive de 1783, la répartition des parts dans la société va varier au fil des fusions et acquisitions qui étendent l’emprise de la compagnie sur le commerce montréalais de la fourrure. En 1787, la société Gregory, Mc Leod est intégrée,. La Compagnie du Nord-Ouest compte désormais vingt parts : McTavich, Frobisher & Co. en détient sept ; Robert Grant en possède deux ; Nicolas Montour, deux ; Patrick Small, deux ; Peter Bond, une part ; Georges McBeath, une part ; Grégory, une part ; McLeod, une part ; Pangman une part et Mackenzie, une.

#### Réorganisation de 1790

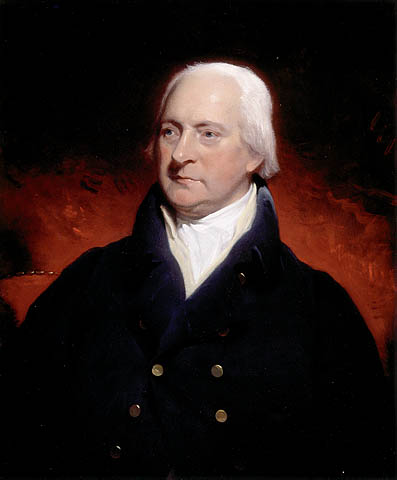
Simon McTavish, l'un des principaux entrepreneurs de la Compagnie du Nord-Ouest

Le retrait d’une part des acteurs de la fondation entraine une nouvelle répartition actionnariale, sanctionnée lors d’une réunion à Grand Portage. Il y a alors 10 « bourgeois » qui se partageant les 20 parts : Simon McTavish, trois parts ; Joseph Forbisher, trois parts ; John Gregory, deux parts ; Nicolas Montour, deux parts ; Robert Grant, deux parts ; Patrick Small, deux parts ; Alexander Mckenzie, deux parts ; Peter Pangman, deux parts ; William McGillivray, une part ; Daniel Sutherland, une part,.

#### Réorganisation de 1792
La Compagnie du Nord-Ouest procède à l’extension de son capital, à quarante-six parts par fusion et agglomération de ses concurrents. Le capital est réparti comme suit : vingt parts pour McTavish, Frobisher and Company (regroupant Simon Mc Tavish, Joseph Frobisher, John Gregory et William McGillivray, nouveau venu) ; six parts pour Alexander Mackenzie ; deux parts pour Forsyth, Richardson and Company ; deux parts pour la Todd, McGill and Company ; deux parts pour Nicolas Montour ; deux parts pour Daniel Sutherland ; deux parts pour Angus Shaw. Robert Grant, Cuthbert Grant, Roderick Mc Kenzie, Alexander Henry, Grant Campuin & Company, Alexander McLeod, Simon Fraser, William Thorburn, Robert Thomson et James Finlay complètent le capital avec une part chacun,.

#### Réorganisation de 1795

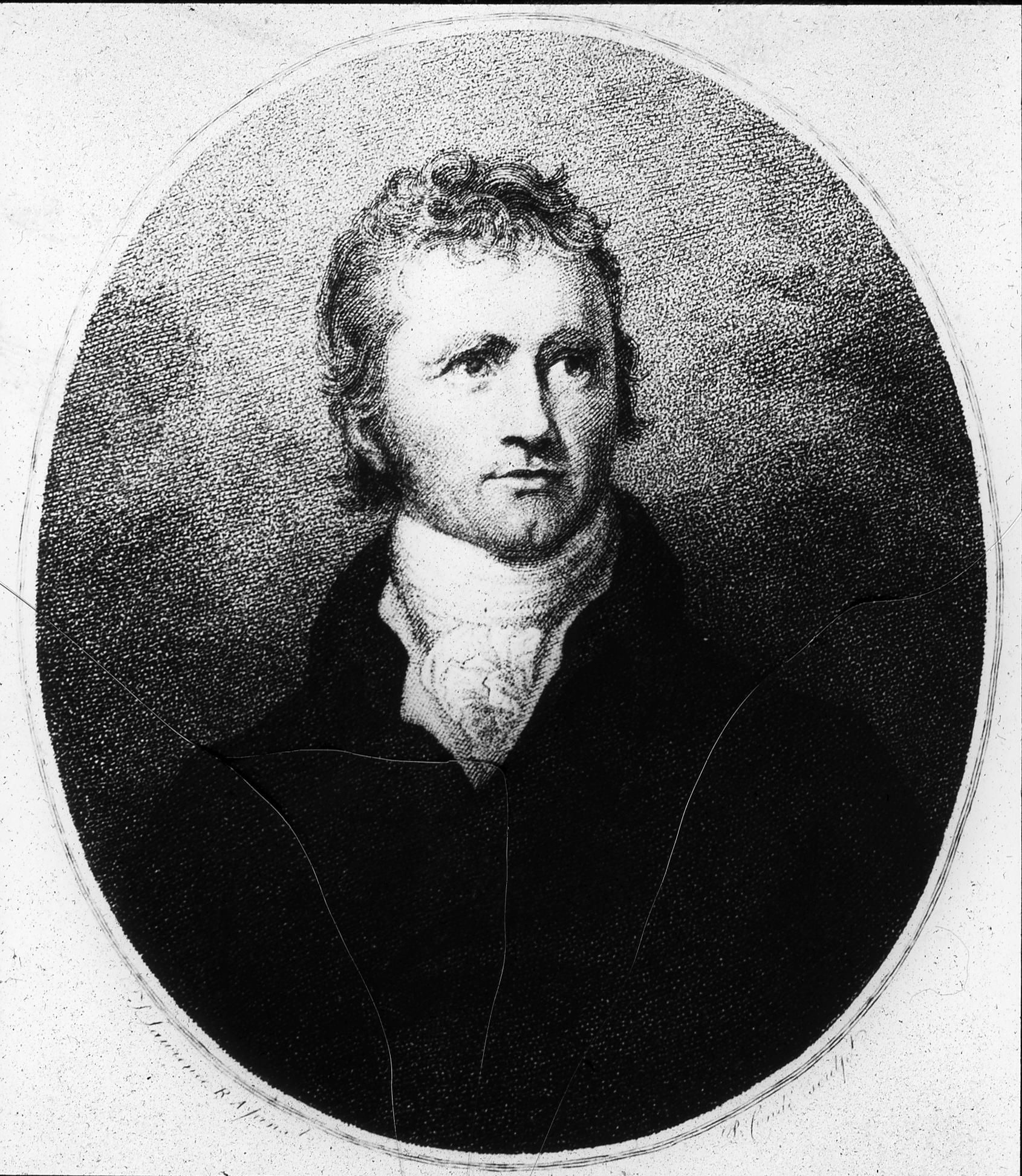
Alexandre McKenzie, explorateur, associé puis rival de la CNO.

La croissance de la concurrence dans l’ouest avec la Compagnie de la Baie d’Hudson permet aux commis et aux employés de faire pression sur la Compagnie du Nord-Ouest. Il faut aussi faire face à la dissidence de David Grant, devenu concurrent de la Compagnie,. Le poids des associés hivernants (ceux passant l’hiver dans les postes) est augmenté d’une à deux parts alors qu’Alexander Mckenzie se retire du capital. Des commis deviennent associés. La nouvelle répartition entre en vigueur en 1799,,. Dans cette nouvelle organisation, les Canadiens français sont marginalisés par rapport aux acteurs écossais qui introduisent leurs parents dans le capital et dans les fonctions dirigeantes. Seuls Charles-Jean-Baptiste Chaboillez, beau-père de Simon McTavish, puis son fils, Charles, jouent un rôle dirigeant notable.

#### Réorganisation de 1799
À la suite du départ d’Alexander Mackenzie, Simon McTavish procède à une réorganisation de la Compagnie pour 10 ans par le partage du capital de la McTavish, Frobisher and Company de la manière suivante. Simon Mc Tavish détient quatre parts ; John Gregory, deux ; William McGillivray, deux parts ; Duncan McGillivray, une part ; William Hallowell, une part. L’association obtient ainsi l’hégémonie dans la Compagnie du Nord-Ouest.

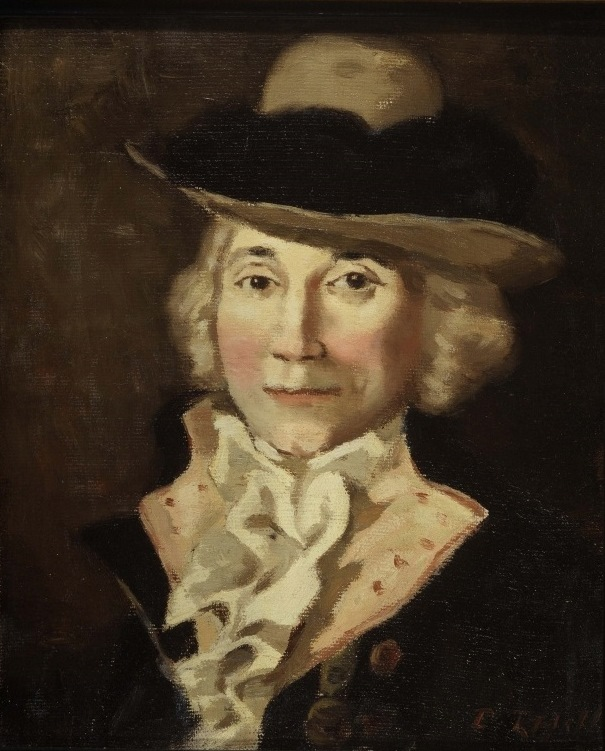
Charles-Jean-Baptiste Chaboillez, associé Canadien français de la CNO.

#### L'accord de 1802 et la lutte contre la «nouvelle compagnie du Nord-ouest» dite Compagnie X.Y.
Alexander McKenzie, ancien « bourgeois » de la Compagnie du Nord-Ouest, passe à la concurrence et s’associe en 1800 à la "New North West Company", connue par le sigle dont elle faisait marquer ses peaux : X.Y.,,. La Nouvelle Compagnie, représentée par Pierre de Rastel de Rocheblave, installe des postes rivaux de ceux de la Compagnie du Nord-Ouest. Cette rivalité mène à des affrontements, comme celui qui opposa Lamothe, commis de la Nouvelle Compagnie, à John King, commis de la Compagnie du Nord-Ouest, et lors duquel ce dernier est tué. Lamothe sera acquitté en plaidant la légitime défense.
Pour obtenir la loyauté de ses commis contre sa rivale, la Compagnie du Nord-Ouest passe son capital à 92 parts en 1802 et les en fait bénéficier. La McTavish, Forbisher & Co. obtient trente parts. Les autres associés obtiennent deux parts chacun et un certain nombre de parts sont gardées en réserve pour être distribuées à de futurs associés pris au sein des commis.

#### Fusion de 1804 avec la compagnie X.Y.

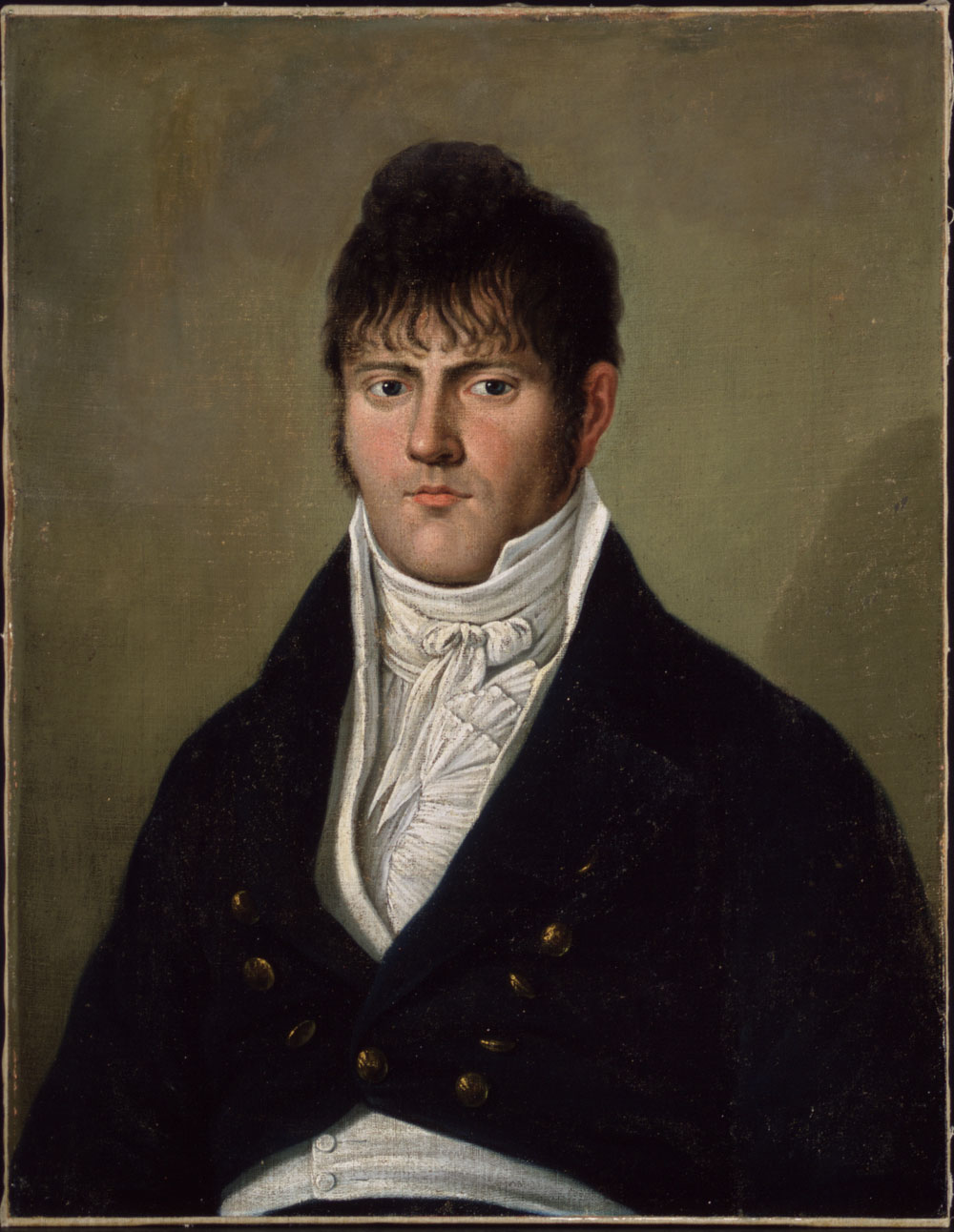
Pierre Rastel de Rocheblave, homme politique canadien et membre de la Compagnie X.Y. puis de la CNO.

La disparition de Simon McTavich, en 1804, permet de dépasser l’antagonisme qui l’opposait à Alexander McKenzie et de procéder à l’alliance des deux compagnies rivales,,.  Les acteurs de la « Nouvelle compagnie » reçoivent un quart des actions de l’ensemble de la Compagnie du Nord-Ouest élargie,,. La fusion permet de fermer les postes faisant doublon et d’augmenter le prix de vente des marchandises transportées dans l’Ouest, au détriment des Autochtones,[3]. La Compagnie du Nord-Ouest est désormais engagée dans une concurrence frontale avec la seule rivale au Nord : la Compagnie de la Baie d’Hudson.

### La recherche de la mer de l’ouest.
Reprenant les ambitions de leurs prédécesseurs du régime français, les associés de la Compagnie ont visé à atteindre le Pacifique. Alexander McKenzie, alors membre de la Compagnie du Nord-Ouest, tente l’ouverture de la route de l’ouest en 1793,. Lui et les membres de son expédition atteignent la côte du Pacifique le 22 juillet 1793, mais le trajet employé s’avère inexploitable sur le plan commercial sur le moment.
Cependant, l’objectif consistant à écouler des fourrures par l’ouest directement sur le marché chinois se concrétisera à partir de 1813 et jusqu’en 1821 par des ventes directes entre les deux continents sur des navires associés à la compagnie. Par ailleurs, à partir de fort George, la CNO entame des relations commerciales avec la Californie espagnole et l’Alaska russe. Elle peut aussi ravitailler ses postes de l’ouest par cet accès au Pacifique,.

### La Guerre de 1812
Au sud, la Compagnie du Nord-Ouest rivalise avec les Américains à qui elle dispute le commerce du Missouri et les approvisionnements en pemmican (infra) auprès des peuples autochtones,. Ils font face à l’American Fur Company, de la famille Chouteau, de Saint-Louis, et à John Jacob Astor de la Pacific Fur Company,.
Au déclenchement de la guerre de 1812, le pouvoir britannique fait appel à la Compagnie du Nord-Ouest, essentiellement pour bénéficier de ses relations parmi les Autochtones,,. Les voyageurs et alliés autochtones de la Compagnie contribuent à la prise de Michillimakinac. Celle-ci profite aussi de la guerre pour lutter contre les compagnies américaines. Cependant, le commerce avec la métropole souffre de la guerre, ce qui atteint la compagnie. La compagnie a milité dans le sens de la création d’un « État indien » au sud des Grands Lacs, dans l’espace disputé par Tecumseh aux Américains, manière de regagner le domaine essentiellement perdu par les traiteurs de Montréal depuis 1783, sans succès.

### Organisation et implantation de la CNO dans la société coloniale canadienne

#### Les «bourgeois»
La Compagnie, établissant ses bureaux sur la rue Saint-Gabriel de Montréal, a réuni à sa tête un actionnariat dont les membres deviennent, dans le langage de l’époque, « les Bourgeois ». Ceux-ci ne peuvent céder leurs parts qu’avec l’accord des associés.

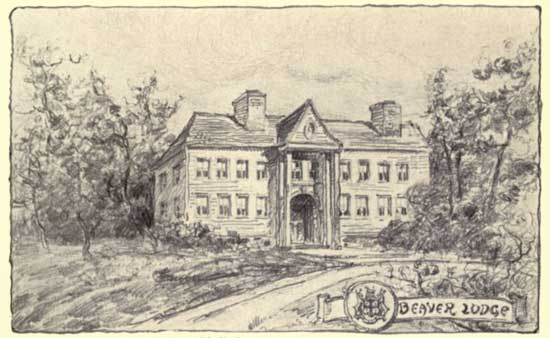
Maison de Joseph Frobisher, siège de Beaver Club

Parallèlement à la création de la Compagnie du Nord-Ouest, les acteurs montréalais de la traite formalisent leur réseau relationnel et leur sociabilité au sein du Beaver Club, fondé en février 1785,,. Il accueille les membres de la compagnie, mais aussi des traiteurs indépendants tels les Canadiens Gabriel Côté ou Charles-Jean-Baptiste Chaboillez. L’accès au club est sous condition que l’invité ait dépassé Grand Portage, devenant ainsi des « hommes du nord ». Cependant, de hautes personnalités peuvent y être admises comme le duc de Kent, fils du roi George III, lors de son séjour au Canada,.
La réussite du commerce dans le Nord-Ouest permet l’implantation de l’influence économique des membres de la compagnie. Simon McTavish peut à la fois posséder des biens en Écosse et acquérir la seigneurie de Terrebonne,. Il est l’homme le plus riche du Canada au début du XIXe siècle. Il laisse à sa mort une fortune de 125 000 livres, dont la moitié en actions liées à la Compagnie du Nord-Ouest.
D’autres acteurs de ce commerce entreprennent de se rattacher à la noblesse métropolitaine, comme William McGillivray. Les « bourgeois » de la compagnie se font construire des demeures de prestige sur le flanc du Mont Royal,.
Alexander Mckenzie obtient la gloire à Londres en publiant son Voyage from Montreal through the Continent to the Frozen and Pacific Oceans puis son anoblissement et le titre de Baronnet avec le soutien du duc de Kent,.
Les acteurs de la traite, au premier rang desquelles les « bourgeois » de la Compagnie, ne peuvent se désintéresser de la politique, provinciale et impériale. C’est de Québec qu’ils ont obtenu leur droit d’exploitation du nord du Bas-Canada. Les élections de 1804 marquent une entrée dans la politique de nombreux acteurs de la compagnie : James McGill et Louis Chaboillez, cousin par alliance de Simon McTavish, et Alexander McKenzie (ex de la CNO alors à la tête de la société X.Y.),.
Une fois les deux compagnies montréalaises fusionnées, leurs membres élus à la Chambre, associés au Parti bureaucrate, luttent contre les initiatives fiscales de la majorité à l’assemblée de Québec, constituée par le Parti canadien. William McGillivray, autre bourgeois de la compagnie, sera intégré au Conseil législatif,. La Compagnie obtient aussi un représentant au conseil exécutif, en la personne de John Richardson. Les « bourgeois » peuvent aussi compter sur leurs appuis à Londres contre le pouvoir démocratique local, représenté par l'Assemblée législative, désireux de faire basculer une part de la charge fiscale sur le commerce à l’avantage des détenteurs de terres et des cultivateurs. La présence politique de la Compagnie contribue à empêcher les positions politiques du Parti canadien de s’imposer.

#### Le personnel
Comme cadres, la Compagnie recrute des employés au grade d’apprenti commis, promus ultérieurement comme commis au salaire pouvant avoisiner les cent livres annuels. Leur rémunération peut aussi être établie sous la forme de commissions sur la valeur des marchandises recueillies. Les commis peuvent recevoir des responsabilités allant jusqu’au commandement d’un poste dans l’ouest. Le recrutement dans ce personnel comprend essentiellement, à côté des Canadiens, des Britanniques, Écossais ou loyalistes américains transplantés au Canada.
Comme main d’œuvre, la Compagnie recourt à des guides et interprètes et de simples voyageurs, chargés des transports dans les canots et sur les traineaux de la Compagnie. Les voyageurs, recrutés pour des contrats de cinq ans, sont essentiellement canadiens. Ils reprennent, dans ce nouveau cadre britannique, la pratique de leurs devanciers coureurs des bois de l’époque française. Outre ceux-là, la Compagnie recrutera aussi des Métis et des Iroquois,,,.
La Compagnie dispose aussi de navires (goélette et sloop) sur les Grands Lacs dès les années 1780. En 1796, cette flotte comprend trois navires,.

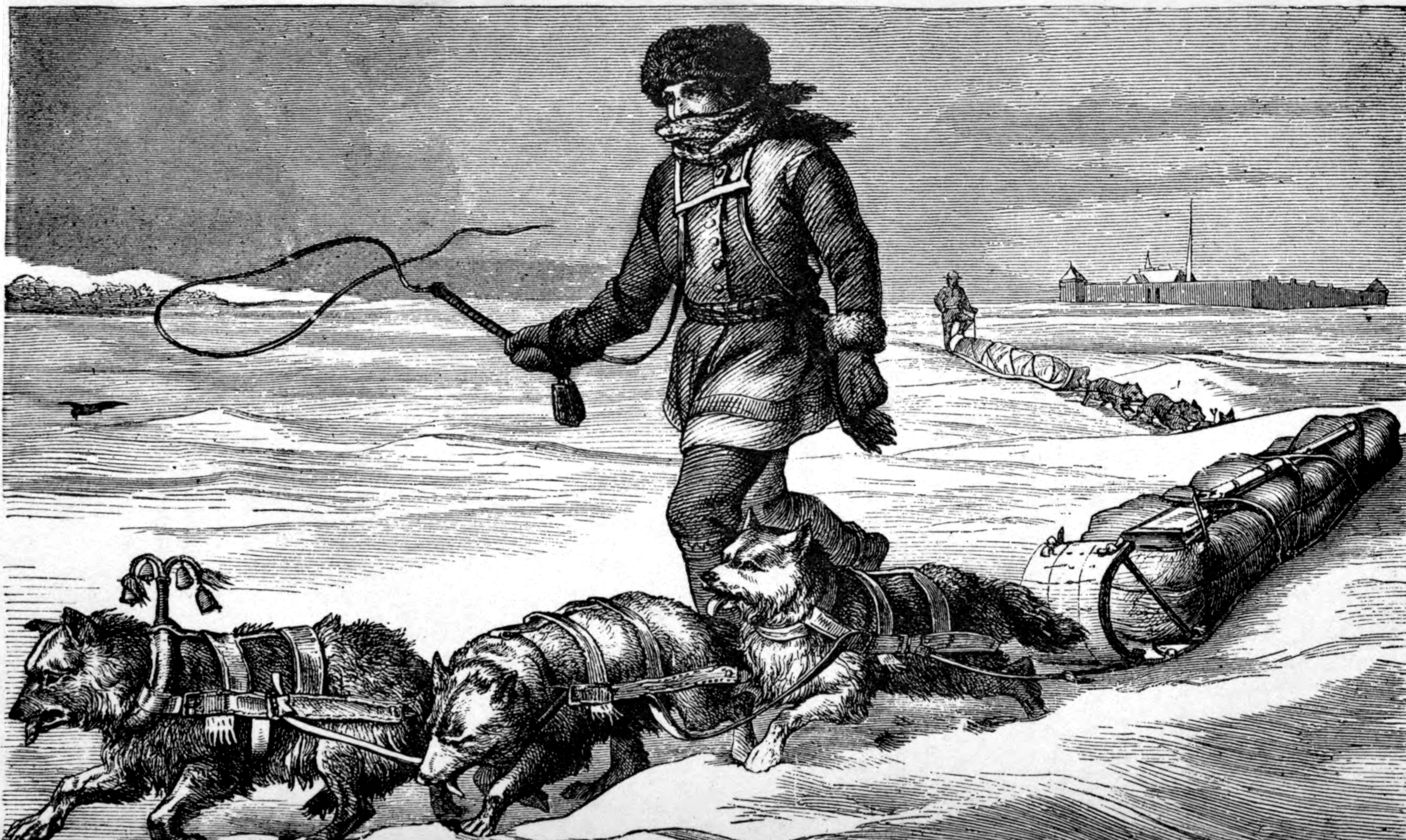
Voyageur de la CNO

Le personnel de la Compagnie, au milieu des années 1780, atteint 500 employés. En 1802, ils sont 1058 en comprenant les associés, commis, interprètes et simples salariés sur un total d’environ 1500 traiteurs dans le Nord-Ouest à cette époque.
Isolés à l’ouest du lac Supérieur, les voyageurs dépensent leurs gages, pour leurs besoins, auprès des magasins de la Compagnie, dont les tarifs lui permettent ainsi de faire circuler une forte part des salaires qu’elle verse dans ses circuits.
Par ailleurs, la vie des voyageurs, commis, traducteurs et employés est aussi marquée par une sociabilité organisée par la Compagnie et marquée annuellement par des festivités se déroulant à Grand Portage puis au fort William de la Kaministiquia,.
Malgré la marginalisation progressive des Canadiens français dans la direction, leur supériorité numérique importante dans le personnel fait du français la langue de travail dans la Compagnie,.
Dans les postes de l’ouest, on alterne entre rivalité commerciale, violence et droit coutumier pour réguler les conflits entre les employés des différentes compagnies. Le droit du premier arrivé, dans le cas d’établissement d’un campement par plusieurs groupes, est établi.
Mais les conflits dégénérant, la couronne tente de régulariser les litiges en les rendant jugeables par les tribunaux du Bas-Canada (1803). La justice locale civile est par ailleurs monopolisée par les « bourgeois » des compagnies, implantés localement, avec l’aval du gouvernement impérial,.

#### Rapport avec les Autochtones.
La Compagnie, comme ses devanciers de l’époque française, s’adapte à une géopolitique autochtone complexe dont les conflits peuvent être accentués par les questions commerciales. Ainsi, durant les années 1790, l’antagonisme entre Mandans et Cris est accru par la place que leur donne dans le rapport aux compagnies l’occupation des meilleurs terrains de fourrure.
Ainsi, au début du XIXe siècle, les Chippeouais deviennent hostiles à la Compagnie du Nord-Ouest et tuent plusieurs de ses agents. De même, vers le sud, l’antagonisme entre Mandans et Sioux est une autre source de difficultés. Les occupants des postes de la Compagnie rentrent parfois en conflit direct avec les populations locales, comme c’est le cas en 1814 des occupants de fort George en Colombie,.
La période est marquée par de fortes mutations des sociétés autochtones locales, frappées par de fortes épidémies et des transformations de leur mode de vie, à la suite de déplacements de population et de changements d’activité qui font rentrer des peuples autochtones dans une économie liée à la traite.
A l’instar de leurs prédécesseurs de l’époque française, les voyageurs, mais aussi les commis de la Compagnie, tendent à prendre des épouses parmi les peuples autochtones, « à la manière du pays », en l’absence d’encadrement religieux. Ces unions sécurisent les relations entre les voyageurs et les peuples autochtones, donnant à ces épouses un rôle important dans la vie sociale autour de la traite.

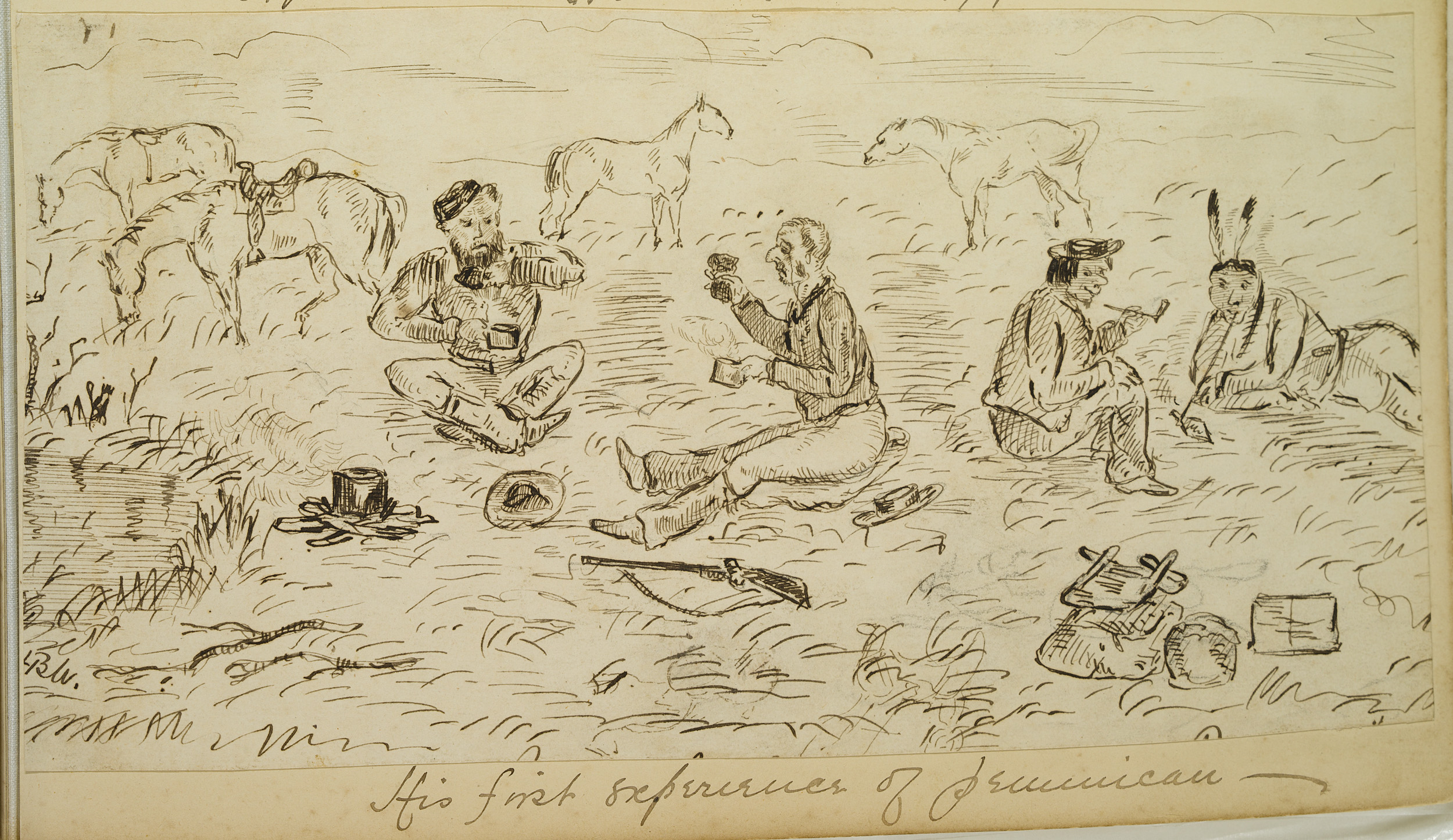
Autochtones et Canadiens dégustant de pemmican.

Les épouses autochtones des voyageurs ou commis tendent à autochtoniser leur mode de vie, tant par leurs productions artisanales, qui profitent à leur mari, que par la confection de rations à base de viande de bisons à forte durée de conservation, le pemmican,.
Les fusions successives de compagnies permettent des réductions d’effectifs. Elles entrainent l’installation sur place d’anciens employés, pouvant bénéficier de modestes pensions de la part de la Compagnie, aux côtés de leur épouse autochtone. Ce phénomène contribue à la formation de communautés métisses stables dans le Nord-Ouest et principalement dans la région de la rivière Rouge,,[3]. Les Métis mènent un mode de vie centré sur la chasse au bison et collaborent souvent avec la Compagnie.

#### Pratiques commerciales.
En moyenne, chaque année, la Compagnie peut ainsi canaliser vers Montréal de grandes quantités de fourrures dont l’ordre de grandeur moyen est le suivant : 138 000 peaux de castor, 39 000 de martre, 18 000 de loutre, 11 000 de vison, 10 000 de renard, 19 000 d’ours, 170 000 de chevreuil, 144 000 de chat sauvage, 57 000 de rat musqué.
L’énormité des prélèvements sur la faune provoque des phénomènes d’épuisement de la ressource qui sont une incitation à la multiplication des postes, toujours plus vers le nord et l’ouest,. Ces pratiques de guerre commerciale et de surexploitation tuent la concurrence, mais nuisent aussi aux bénéfices de la compagnie. Ceci explique les séries de fusions qui marquent son histoire.
Dès l’origine, la CNO fait l’objet d’accusation de vente d’alcool agressive, émanant de la CBH,,. Cependant, la Compagnie du Nord-Ouest, ne serait-ce que pour ménager ses bénéfices, vend autant que possible du rhum dilué. L’accroissement de la concurrence, à partir de la création de la société X.Y. en 1800, renforce l’agressivité de la politique des compagnies et leur surenchère dans les distributions d’alcool et de tabac pour solidifier leurs liens avec les Autochtones,,.  La Compagnie du Nord-ouest expédiait 10 000 gallons de rhum par an en 1800, près de 15 000 gallons en 1802 et 16 000 gallons en 1803.

#### Implantations territoriales
On peut répartir les lieux d’activité de la compagnie en plusieurs catégories. Montréal est la base financière, en lien avec Londres. Grand portage est l’articulation charnière. Les postes les plus nordiques, au contact de la forêt, servent principalement à canaliser les fourrures. À l’inverse, les postes méridionaux des prairies visent avant tout à recueillir du pemmican, nécessaire au ravitaillement des voyageurs et des postes du Nord. À son apogée, au début du XIXe siècle, la Compagnie dispose de plus de 80 postes. Voici une liste indicative des implantations de la compagnie durant son histoire.
·        Montréal. Montréal, siège de la CNO. La vie urbaine est marquée par le poids de la CNO, les fourrures représentant un tiers de la valeur des exportations canadiennes à la veille de la guerre de 1812. Terrebonne est un lieu emblématique de l’implantation de la compagnie au Bas-Canada et de la vie de ses « bourgeois ». La traite y a fait naitre une fabrique de biscuits, destinés aux voyageurs,.
·        Grand Portage. Grand portage est le centre nerveux de la Compagnie entre Montréal et l’ouest. C’est aussi un important lieu de construction de canoës jusqu’à ce que ce territoire passe sous juridiction américaine par le traité de Jay entre la Grande-Bretagne et les États-Unis de 1795.
·        Fort William de la Kaministiquia. À la suite du passage de Grand portage sous la souveraineté américaine, c’est fort William qui devient l’articulation de la présence de la Compagnie vers l’ouest à partir de 1803. C’est là que se tiennent désormais les réunions annuelles des « bourgeois » et les festivités organisées pour les membres.
·        Fort Chippewean. Soucieux de canaliser vers l’est les marchandises que la Compagnie de la Baie d’Hudson veut capter vers le nord, Alexander McKenzie fonde en 1788 le fort Chippewean,.
·        Lac aux esclaves, accueille un poste à partir de 1786,.
·        Fort Gibraltar, sur la rivière Rouge. C’est à proximité que s’installèrent les colons écossais de Lord Selkirk en 1812.
·        Fort Saint Andrew, fondé en 1803 sur l’île de Charlton, près de l’embouchure de la rivière Rupert,.
·        La Calédonie. En 1805, après son absorption de la Compagnie X.Y., la Compagnie du Nord-Ouest engage son expansion vers l’ouest des Rocheuses, sur les territoires précédemment explorés par Alexander McKenzie,.

·        Dans le nord du Bas-Canada
Dans le contexte d’accroissement de la concurrence dans l’ouest, à cause de l’apparition de la compagnie X.Y., la Compagnie du Nord-ouest se développe au nord, aux confins du Bas-Canada, du Haut-Canada et de la Terre de Rupert, domaine de la CBH. L’exploitation est concentrée autour du « poste du Roi », dans le Bas-Canada,.
Abitibi et Témiscamingue, La CNO prend la place de petits entrepreneurs canadiens indépendants à la fin du XVIIIe siècle. La Compagnie de la Baie d’Hudson se retira face à la concurrence en 1812, et la CNO conservera sa prééminence locale jusqu’à la fusion de 1821.

### Affrontements avec la Compagnie de la Baie d’Hudson et absorptions
Une fois la Compagnie X.Y. absorbée, la Compagnie du Nord-Ouest ambitionne, en vain, d’acquérir la CBH. La rivalité débouche sur un affrontement économique de plus en plus militarisé. La multiplication des postes de la Compagnie du Nord-ouest au contact de postes de la Compagnie de la Baie d’Hudson accroit la rivalité entre les deux organisations. Sur le terrain, les employés alternent moments de cordialité et de confrontation.

#### Colonie de lord Selkirk. 1811-1813
À partir de 1803, l’action de la Compagnie du Nord-Ouest est menacée par le projet d’installation d’une implantation coloniale sous l’égide de la compagnie de la baie d’Hudson. Le projet est pris en main par Lord Thomas Douglas Selkirk.  Ce dernier fait l’acquisition d’actions de la CBH. Son plan est développé à partir de 1805 alors que la rivalité entre les compagnies s’accroit,. La concession de terres autour de la rivière Rouge est effectuée par la CBH en 1811. Les premiers colons arrivent à l’été 1812,. L’arrivée d’un nouveau contingent de colons, et la volonté de la Compagnie de la Baie d’Hudson de faire appliquer ses droits exclusifs créent une opposition entre les colons de Selkirk d’une part, la Compagnie du Nord-Ouest et les Métis d’autre part. Le conflit se focalise autour du contrôle des ressources alimentaires, en particulier du pemmican, que les colons et hommes de la CBH voudraient monopoliser. Elle s’appuie pour cela sur sa charte de fondation alors que la CNO répondra que l’occupation effective et première, française, excluait le bien-fondé des réclamations de la CBH sur des territoires acquis en 1763 et alors ouverts au commerce britannique.

#### La guerre du pemmican 1814-1816
Le point de rupture est atteint à l’été 1814. La CBH décide d’imposer son contrôle du Nord-Ouest en instaurant un contrôle strict sur la production et la commercialisation du pemmican. La CBH se veut le seul fournisseur et, par ce biais, souhaite évincer ses rivaux, provoquant l’ouverture des hostilités.
Refusant de capituler, la Compagnie du Nord-Ouest rompt l’embargo sur les vivres imposé par la CBH. Les Métis, dont les droits de chasse et d’occupation sont menacés par la volonté de la CBH de contrôler le commerce du pemmican, prennent parti pour la CNO. Ils font pression pour pousser les colons de Selkirk à partir pour le Haut-Canada alors que le représentant de la CBH lance un avis d’expulsion contre les hommes de la CNO. Le conflit se diffuse dans l’ouest où les postes des deux compagnies se font face et arrêtent mutuellement leurs représentants alors qu’une part des colons de la rivière Rouge évacuent sous la pression des Métis et des Autochtones. La CBH procède en octobre 1815 à la réoccupation de la rivière Rouge grâce à un contingent de voyageurs canadiens,. La colonie a été entre-temps détruite.
Le conflit provoque l’intervention des autorités britanniques, par l’intermédiaire du gouverneur du Bas-Canada, Sir Gordon Drummond. L’embargo sur le pemmican est finalement levé sur ordre de lord Selkirk,(printemps 1816). Cependant, ce dernier ne renonce pas à établir son autorité à la rivière Rouge.

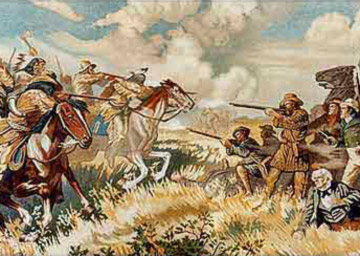
Bataille des Sept Chênes opposants partisans de la CNO et hommes de la CBH

Le 19 juin 1816, un convoi de pemmican de la CNO, conduit par des Métis, des Canadiens et des Autochtones est intercepté par les hommes de la CBH. Il s’ensuit le combat de Sept Chênes ou de la Grenouillère. La CBH perd vingt hommes contre un Métis tués. Ces affrontements jouent le rôle de révélateur du facteur politique que constituent désormais les Métis. Archibald McLeod, au nom de la CNO, remercie les Métis pour la défense de leurs droits contre « les Anglais ».
La fin de la guerre entre les États-Unis et Londres donne à Lord Selkirk l’occasion de contre-attaquer en recrutant une centaine de soldats du régiment démobilisé de Meurons dont les combattants mêlent des origines européennes diverses. Selkirk les conduira personnellement dans sa colonie pour contrer la CNO, et légitime alors son action par le titre de juge de paix, qu’il a obtenu des autorités coloniales,. Lord Selkirk et les Meurons s’emparent de fort William et de seize « bourgeois » de la CNO qu’il transfère à York afin de les faire juger coupables pour les évènements de la bataille des Sept-Chênes. Les Meurons rétablissent ensuite l’autorité de la CBH à la rivière Rouge. À l’inverse, les hommes de la CNO obligent leurs rivaux de la CBH à se retirer du district d’Athabasca et des affrontements épisodiques continuent à travers le nord-ouest durant les années suivantes. Au printemps 1817, profitant de l’absence de Selkirk parti occuper la rivière Rouge, les hommes de la CNO, conduits par William McGillivray, reprennent fort William.
Le gouvernement impérial intervient pour imposer le rétablissement de la paix entre les compagnies et la restitution mutuelle des postes. La guerre devient judiciaire et la CNO, jouant de son influence au Bas-Canada et à Londres, par l’intermédiaire de la firme Ellice, obtient gain de cause contre lord Selkirk qui quitte la colonie de la rivière Rouge, dont le territoire est partiellement devenu américain par suite de la rectification frontalière de 1818,.

#### Absorption de la Compagnie du nord-ouest par la Compagnie de la Baie d’Hudson

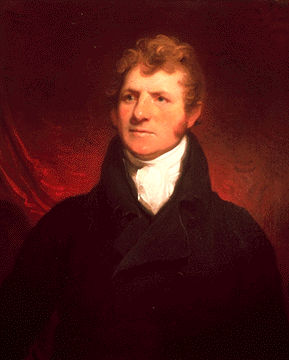
William McGillivray, Bourgeois de la Compagnie du Nord-Ouest et homme politique canadien

L’affrontement prolongé des deux compagnies nuit à leur rentabilité et porte atteinte à leurs relations et à leur emprise sur les peuples autochtones et sur leurs employés. La mort de lord Selkirk, en 1819, ouvre la voie à un règlement à l’amiable. Des négociations s’ouvrent à Londres en 1820,.
Un projet d’union est signé pour la CNO par Edward Ellice et Simon McGillivray et, pour la CBH, par Andrew Colvile le 26 mars 1821,. C’est de fait une annexion de la CNO par la CBH qui s’associe les principaux actionnaires de sa rivale défunte.

Les Canadiens français, encore représentés parmi les « bourgeois » de la CNO et fortement parmi les chefs de postes, sont largement évincés. Dans une large mesure, la réduction du nombre de postes, permise par la fusion, se fait au bénéfice des postes de la CBH et de son personnel, originaire des îles britanniques. La fin de la CNO, qui recrutait essentiellement son personnel au Bas-Canada, entraine le déclin de la tradition des coureurs des Bois et voyageurs qui remontait à la Nouvelle-France.

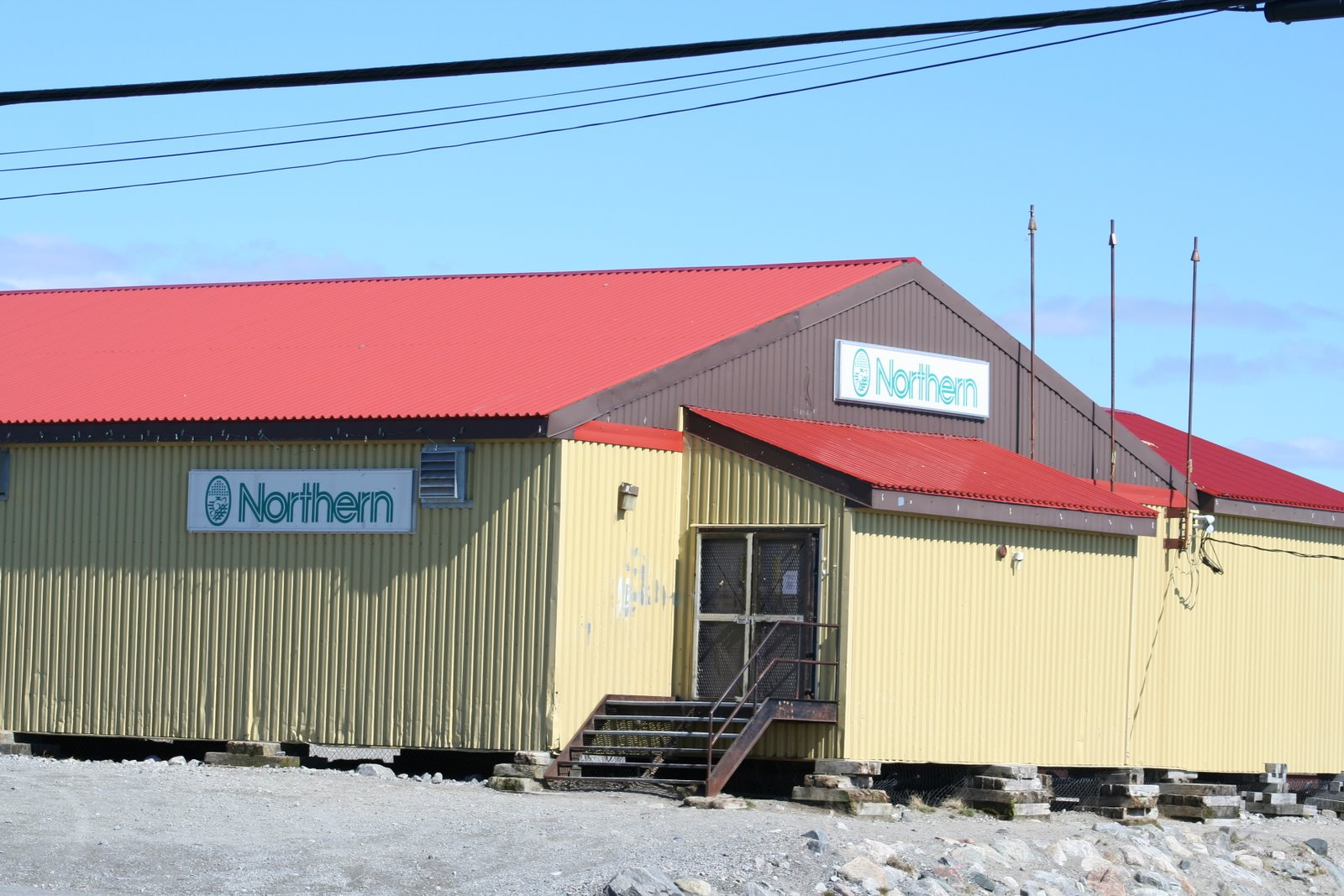
Le magasin Northern de Puvirnituq, au Nunavik.

## De nos jours
En 1987, la Compagnie de la Baie d'Hudson vend ses 185 anciens postes de traite à un groupe d'investisseurs composé notamment de 415 ex-employés. En 1990, après un hiatus de 169 ans, ce groupe décide de faire renaître le nom de la Compagnie du Nord-Ouest (légalement The North West Company).
Les magasins Northern, une filiale de la compagnie, poursuivent les activités de traite des fourrures et d'objets inuits et autochtones en plus d'offrir des marchandises générales. Son siège social est situé à Winnipeg dans l'édifice qu'occupait anciennement la Compagnie de la Baie d'Hudson. L'entreprise est inscrite à la bourse de Toronto (TSX : NWC).
Le fonds d'archives de la Compagnie du Nord-Ouest est conservé au centre d'archives de Montréal de Bibliothèque et Archives nationales du Québec.

## Principaux actionnaires
Au 18 février 2020:
| CIBC Asset Management           | 6,69% |
| CI Investments                  | 5,95% |
| 1832 Asset Management           | 5,70% |
| Invesco Canada                  | 5,26% |
| Manulife Investment Management  | 5,19% |
| Fidelity Management & Research  | 4,44% |
| Montrusco Bolton Investments    | 4,09% |
| Empire Life Investments         | 3,23% |
| The Vanguard Group              | 2,76% |
| I.A. Michael Investment Counsel | 2,29% |

#### Généralités
- Traite des fourrures
- Voyageur (fourrure)
- Poste de traite

### Autre compagnies de fourrure
- Compagnie du Nord-Ouest
- Compagnie de la Baie d'Hudson
- American Fur Company
- Pacific Trading Company